# Ciudacita
Ciudacita es un yacimiento arqueológico de origen inca situado en la provincia de Tucumán en la República Argentina.

## Acceso
Para acceder a la Ciudacita inca se recorren lugares muy disímiles entre sí en cuanto a paisaje, aunque todos ellos de complicado acceso.
Por Catamarca se asciende desde Punta de Balasto, en el árido Arenal (nombre de la región) por Puesto El Tesoro (en referencia a la leyenda de la cadena de oro oculta para el rescate de Atahualpa, cuando fue secuestrado por Pizarro). Este puesto se encuentra a 3000 m s. n. m. Caminando o en mula durante dos días (se puede acampar a 4400 m s. n. m. en Las Pirquitas, ruinas aborígenes del Camino del Inca) se supera el Paso de Inca (4800 m s. n. m.) en el filo de los Nevados del Aconquija.
Allí se ingresa por los fondos del parque nacional Campo de los Alisos y se desciende hasta los 4400 m s. n. m. donde se encuentra el área de Los Corrales de la Ciudacita.
Por la provincia de Tucumán se asciende desde Alpachiri, en los límites de la agricultura intensiva de caña de azúcar, tabaco, cítricos, etc. Allí se ingresa por la puerta del parque nacional Campo de los Alisos y durante tres días se asciende (caminando o en mula) atravesando los distintos puestos y sus biomas: chorrillos en plena nuboselva a 1000 m s. n. m., mesadas donde predominan los alisos a 2000 m s. n. m. y por último cascadas con pajabravas y queñoas a los 3000 m s. n. m.
Desde Cascadas se inicia el último tramo para subir a 4400 m s. n. m., entrando a Ciudacita por el área ceremonial, donde se encuentra la Puerta del Sol, lugar donde los calchaquíes medían exactamente el solsticio de verano (21 de diciembre).